# 25 April Sports Club

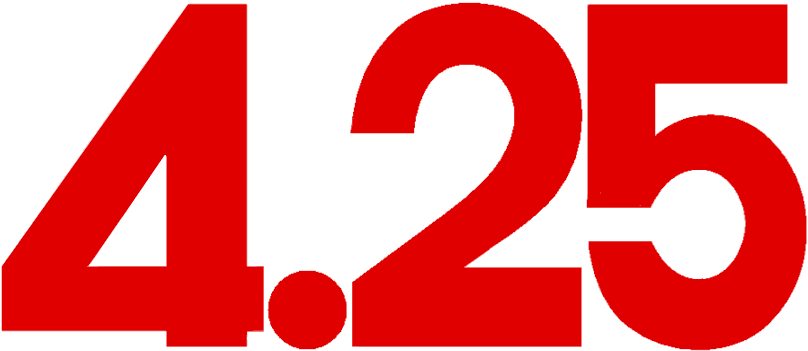
embleem

25 april Sports Club is een Noord-Koreaanse voetbalclub uit Namp'o.
25 april speelt in het Yanggakdostadion, Pyongyang dat plaats biedt aan 30.000 toeschouwers. De naam verwijst naar de datum waarop de Noord-Koreaanse krijgsmacht opgericht werd. De club is eigendom van het Koreaanse volksleger.
De club werd opgericht in maart 1947 of in juli 1949 als Centrale sport en trainingsschool. Op 25 juni 1971 of 26 juni 1972 werd de huidige naam aangenomen die ook geschreven wordt als 4.25 sportclub.

## Erelijst
- Noord-Koreaans voetbalkampioenschap:
  - Kampioen: 1985, 1986, 1987, 1988, 1990, 1992, 1993, 1994, 1995, 2002, 2003, 2010, 2011, 2012, 2013, 2015, 2017

- Asian Club Championship: 6 deelnames
  - 4e in 1991 (beste resultaat)

- AFC Cup: 4 deelnames
  - finalist in 2019 (beste resultaat)

## Bekende spelers
- Ri Kwang-Chon
- Nam Song-Chol
- Han Song-Chol
- Ji Yun-Nam
- Pak Nam-Chol
- Mun In-Guk
- Kim Yong-Su
- Kim Kum-Il
- Choe Chol-Man
- Kim Kwang-Hyok
- Ri Myong-Sam
- Hong Yong-Jo